# Chicago Bulls
Chicago Bulls er et NBA-basketballhold, kendt fra 1990'erne, hvor de dominerede ligaen med Michael Jordan, Scottie Pippen og head coach Phil Jackson. Sammen vandt de seks mesterskaber i otte sæsoner.
Jordan forlod klubben i 1993, efter de første tre mesterskaber, hvorefter det lykkedes Houston Rockets at vinde to mesterskaber i træk. Da Jordan vendte tilbage til Chicago Bulls i sin første hele sæson, var det til et nyt hold, da kun han og Pippen var tilbage fra det oprindelige. Nye kernespillere, som Dennis Rodman og Toni Kukoc, var kommet til. De hjalp holdet med at vinde yderligere tre mesterskaber. Chicago Bulls tog det sidste mesterskab i 1998, hvor Jordan scorede 45 point mod Utah Jazz i slutspillets sjette kamp. Hans sidste skud i kampen, blev også hans allersidste for holdet. Han tog skuddet over forward Bryon Russell; med 5,2 sekunder tilbage af kampen, overtog Chicago Bulls føringen med 87-86.
I sæsonen 1995/1996 satte Chicago Bulls rekord med 72 vundne kampe ud af 82 mulige. Rekorden blev senere slået af Golden State Warriors, der i sæsonen 2015/2016 vandt 73 kampe i den regulære sæson.